# Palivo

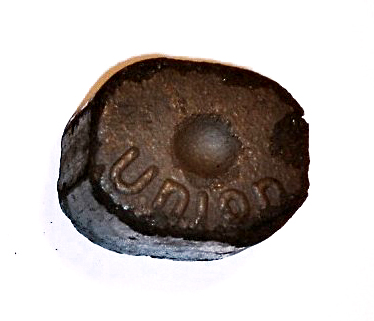
Briketa

Palivo je všeobecné označení pro chemickou látku nebo jejich směs, mající schopnost za vhodných podmínek začít a udržet chemickou reakci spalování. Při spalování se uvolňuje chemická energie obsažená v palivu a přeměňuje se hlavně na tepelnou energii, kterou je možné dál využít. Specifickou skupinou paliv jsou pohonné hmoty.
K palivům jsou zařazovány i výbušniny. Zvláštní kategorii paliva tvoří jaderné palivo, které energii neuvolňuje chemicky.

## Požadavky

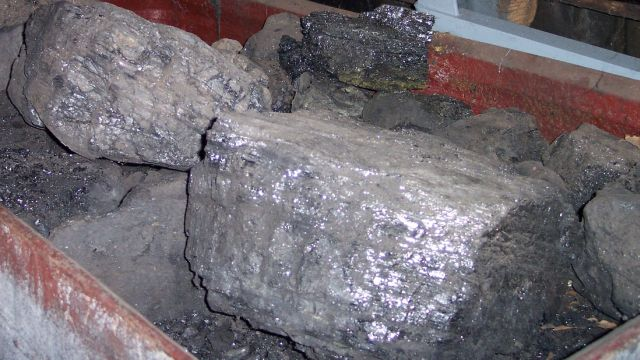
Černé uhlí

- vytvořit se vzduchem takovou zápalnou směs, která zanechá po shoření co nejméně mechanicky nebo chemicky škodlivých látek.
- maximální obsah aktivních látek, které uvolňují teplo
- minimální obsah pasivních látek nebo látek, které spalovaní stěžují

### Fyzikální vlastnosti
- dobrá výhřevnost
- dobrá zápalnost
- dostatečná rychlost spalovaní
- vyhovující rozpětí směšovacího poměru
- dobrá odpařivost
- vhodná teplota bodu zápalu resp. samovznícení
- výhodné chemické složení a jiné

### Podmínky pro praktické použití
- dostupnost
- nízká cena
- bezpečná doprava
- dobrá skladovatelnost

## Skupenství paliv
- plynná paliva: například vodík, zemní plyn, svítiplyn, koksárenský plyn, vysokopecní plyn, generátorový plyn, LPG
- kapalná paliva: například benzín, motorová nafta, petrolej, benzen, alkoholy
- pevná paliva: například uhlí, koks, brikety, dřevo

## Uhlovodíková paliva

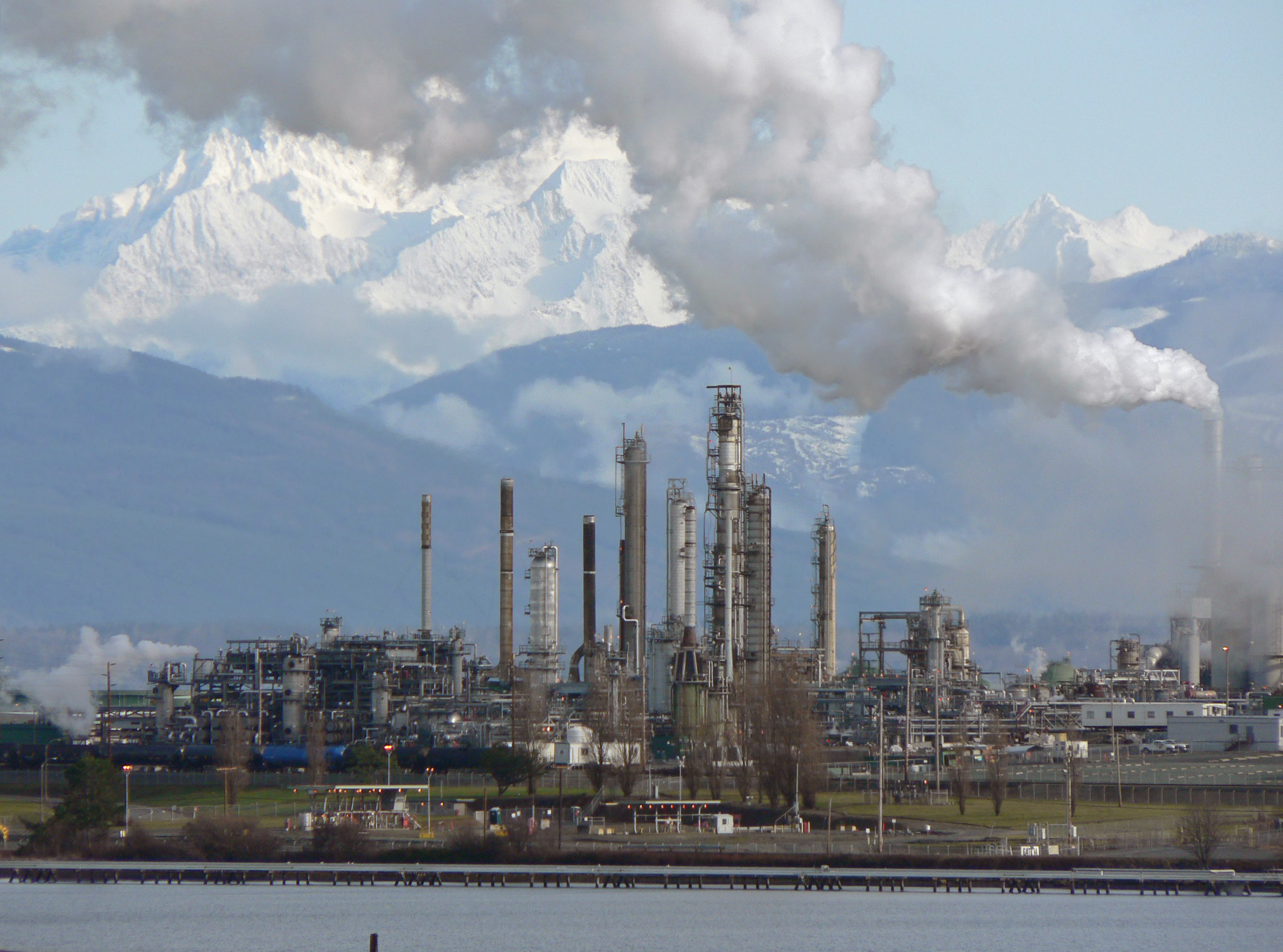
Rafinérie

Výrazně největší podíl z paliv využívaných v současnosti pokrývají uhlovodíková paliva. Vyrábějí se z ropy, zemního plynu, případně olejnatých břidlic. Protože tyto zdroje vznikly v minulosti z fosílií živých organismů, nazývají se též fosilní paliva. Celosvětové zásoby zdrojů fosilních paliv jsou omezeny, proto je potřebné hledat jiné, alternativní zdroje energie.

### Vlastnosti uhlovodíkových paliv
Uhlovodíková paliva jsou tvořena uhlovodíky. Skládají se tedy převážně z uhlíku a vodíku. To znamená, že mají velmi výhodné energetické vlastnosti:
- spálením jednoho kilogramu vodíku se získá až 120,8 MJ tepelné energie
- spálením jednoho kilogramu uhlíku se získá 32,8 MJ tepelné energie

Tato paliva jsou zpravidla směsí různých uhlovodíků. Od jejich poměrného složení závisí jejich vlastnosti. Pokud jsou v palivu zastoupeny i molekuly s vázaným kyslíkem, dosahuje se kvalitnějšího spalovaní, protože takto uvolněný kyslík je reaktivnější, a reakce probíhají i v méně příznivých podmínkách.

## Syntetická paliva
Syntetická paliva (také E-paliva, ekologická paliva) jsou paliva vyráběná štěpením vody s následným přidáním CO2. Výrobní postup je dvoufázový. V první fázi se elektrolýzou štěpí voda na vodík a kyslík, ve druhé fázi je vodík kombinován s CO2 a pomocí chemické reakce je získáno syntetické palivo. Tento proces je označován jako Power-to-Fuel. Výsledkem procesu může být výroba plynu (Power-to-Gas), nebo především výroba kapaliny (Power-to-Liquid).  V závislosti na tom, zda jsou syntetizovány plynné nebo kapalné složky.

### Technologie

#### Historie
Německý profesor Friedrich Bergius objevil postup, jak zvýšit produkci benzínu, který se v té době získával ze zpracování ropy. V roce 1913 získal patent na technologii zkapalňování uhlí, které je tvořeno hlavně čistým uhlíkem. Převod na „ropné produkty", de-facto uhlovodíky, prováděl přidáním vodíku (hydrogenace), katalyzátorem byl oxid železitý. Proces probíhal za vysokých teplot, hydrogenované uhlí bylo rozemleto a rozpuštěno v oleji. V letech 1914–1918 se technologie nestačila rozvinout a přejít do fáze masové výroby. V roce 1926 byl tento postup uplatněn v továrnách I.G. Farbenindustrie AG, která do výzkumu a vývoje investovala. Náklady na výrobu syntetického benzínu, byly oproti benzínu získanému z ropy, vyšší. To z důvodu nižší ceny vstupní suroviny, kdy nafta byla levnější, než uhlí.
V roce 1920 Lewis Karrick vyvinul metodu nízkoteplotní karbonizace. Metoda je podobná technologii výroby koksu, probíhá za nižších teplot, mezi 450 °C–700 °C. Vzniklé dehty obsahují velké procento lehkých uhlovodíků, které jsou pak snadno zpracovávány na paliva.
V témže roce (1920) Franz Fischer a Hanz Tropsch z Kaiser Wilhelm Society vyvinuli metodu, které se říká Fischerova–Tropschova syntéza. V tomto procesu působí vodík prostřednictvím katalyzátorů na uhlí, resp. na oxid uhelnatý (chemický vzorec: CO,) který vzniká nedokonalým spalováním uhlí. Meziproduktem je plynná směs vodíku a oxidu uhelnatého, tzv. syngas. Z něj se pak vyrábí kapalná paliva.
Během druhé světové války představoval syntetický benzín strategickou surovinu, která Německu umožňovala pokračovat v bojích i bez přísunu ropy. Počátkem druhé světové války získalo Německo přístup k ropným polím v Rumunsku a na Ukrajině. Koncem války, kdy zásoby ropy byly omezeny, došlo k plánům na výrobu benzínu z uhlí. Část výroby probíhala i na našem území. Výroba byla ukončena v 50. letech. V období růstu cen ropy se především Fischerova–Tropschova syntéza dostával do popředí.
Význam těchto technologií výroby paliv z uhlí by měla budoucnost tehdy, kdy by zásoby ropy došly dříve, než zásoby uhlí, nebo kdyby cena uhlí jako suroviny byla nižší než cena ropy.

#### Současnost
Německá společnost sunfire GmbH, která sídlí v Drážďanech vyvíjí technologie, kde lze využít elektřinu z obnovitelných zdrojů a CO2 k výrobě syntetických paliv, plynu, parafínu (pro kosmetické účely) a dalších uhlovodíků. Základním stavebním prvkem technologie jsou jednotky s pevnými oxidy, tzv. PowerCore, tedy „energetické převodníky“, ze kterých se pak budují vysokoteplotní parní elektrolyzéry, nebo palivové články. To v závislosti na požadovaném provozu, kdy se:
1. elektrická energie využije k chemickému procesu, tedy elektrolýze vody, výrobě vodíku a po dodání CO2 pak vznikne syntetické palivo,
2. uhlovodíková paliva se využijí k výrobě elektrického proudu a tepla.

Prototypová rafinerie je postavena vedle sídla firmy sunfire GmbH. Zde se testuje a vylepšuje technologie. Současným produktem rafinérie je parafín pro kosmetické účely. Plné zahájení výroby je plánováno na rok 2020 v norském městě Porsgrunn. Projekt je nazván Nodric Blue Crude. Tato rafinérie má mít příkon 20 MW (z obnovitelných zdrojů). Plánována roční výroba je 8 000 tun syntetické ropy tzv. Blue Crude („modrá ropa“). Z tohoto produktu lze vyrobit cca 3000 standardních „ropných" produktů vč. vosků, benzinu nebo raketového paliva. Plánovaná cena syntetického paliva má být pod 2 € za litr. Je zvažováno, že syntetická paliva budou osvobozena od některých daní, zejména těch, které se týkají produktů vyrobených z klasické ropy.

#### Přínos pro planetu
- Podle Dr. Volkmara Dennera, předsedy představenstva společnosti Robert Bosch GmbH: „Díky syntetickým palivům je možné benzínové a dieselové motory přeměnit na uhlíkově neutrální a výrazně tak přispět k omezení globálního oteplování.“ Podle výpočtu pracovníků z firmy Robert Bosch GmbH, by do roku 2050 mohlo použití syntetických paliv, jako alternativa k elektrifikaci, ušetřit až 2,8 gigatuny CO2. To odpovídá trojnásobku emisí CO2 v Německu za rok 2016.[1]
- Navíc, hybridní vozidlo na syntetické palivo může být za určitých okolností levnější než elektromobil s dlouhým dojezdem, tvrdí odborníci společnosti Bosch. Podle zástupců této společnosti je pro dosažení klimatických cílů mimo elektromobility, také hledat další inteligentní řešení. Při předpokladu, že by všechny automobily jednoho dne jezdily na elektřinu, tak letadla, lodě a nákladní auta budou ke svému pohonu i nadále používat především palivo.[15]

#### Rozdíl mezi syntetickým palivem a biopalivem
U syntetických paliv nedochází u producentů vstupních surovin k tzv. rozhodování mezi „nádrží a talířem“. Což v případě biopaliv, kde vstupní surovinu produkují zemědělci, dochází. Ti se musí rozhodovat, jestli budou na poli pěstovat plodiny určené do pohonných hmot („nádrž“) nebo potraviny, případně krmivo pro dobytek („talíř“). Pokud jsou při výrobě použity zdroje obnovitelné energie, je možné syntetická paliva vyrábět v neomezeném množstvích, což u biopaliv nelze. Je zde jen jisté dostupné množství půdy.

#### Výhody syntetických paliv
- Vyrobená syntetická paliva jsou zcela rovnocenná s těmi z přírodní ropy. Výhodou je, že jsou bez příměsí a nečistot.
- Jsou plně kompatibilní se současnými technologiemi, kde se využívá nafta, benzín, plyn.[14]

- Lze je vyrábět všude, kde je dostupná elektrická energie (např. i vyrobena v solární a větrných elektrárnách), voda a CO2.[14]

#### Nevýhody syntetických paliv
- Jejich produkce je energeticky náročná. Právě proto se při výrobě využívá elektrické energie z obnovitelných zdrojů.[16]

### Produkty

#### E-gas (E-plyn)
E-gas je syntetický zemní plyn vyrobený průmyslovou technologií Power-to-Gas. Účinnost konverze elektrické energie na plyn může být i 80 %.
V roce 2014 zahájila výrobu tohoto plynu továrna v německém Werlte. Výsledným produktem je vodík a syntetický zemní plyn (E-gas, syntetický metan, CH4).

#### E-nafta
E-nafta je syntetická motorová nafta vyrobena průmyslovou technologií Power-to-Liquid. Účinnost technologie může být přes 60 %.
Koncem roku 2014 byla vyrobena první E-nafta s názvem „Audi e-diesel". Společnost AUDI AG na vývoji a produkční technologii spolupracovala se společností sunfire GmbH. Společnost AUDI AG se vývojem E-nafty zabývá od roku 2009. V roce 2013 zahájila výstavbu továrny. Kolaudace proběhla 14. listopadu 2014.
V květnu 2015, po úspěšném testovacím provozu, začala vyrábět německá společnost sunfire GmbH, nový druh syntetické nafty, tzv. E-diesel. Dodavatelem CO2 je společnost Climeworks Deutschland GmbH. Odpadní produkty, která tvoří přibližně 20%, jsou kyslík, voda a metan, který se dá rovněž využít jako palivo (E-gas). Výrobní kapacita je 3500 litrů E-nafty měsíčně. Tato E-nafta může být mísena s běžnou naftou. Má několik dalších výhod, např. vyšší cetanové číslo, neobsahuje síru a aromatické uhlovodíky.
V roce 2017 společnost AUDI AG ohlásila výstavbu nového pilotního závodu pro výrobu paliva E-diesel v Laufenburgu ve švýcarském kantonu Aargau. Partnery na tomto projektu jsou společnosti Ineratec GmbH a Energiedienst Holding AG. Potřebnou elektrickou energii z obnovitelných zdrojů bude dodávat vodní elektrárna. Plánované výrobní zařízení má kapacitu 400 000 litrů za rok. Vedlejším produktem bude tzv. uložení energie z obnovitelných zdrojů.

#### E-benzín
E-benzín je syntetický benzín vyrobený průmyslovou technologií Power-to-Liquid.
Na jaře 2015 byly vyrobeny první vzorky E-benzínu. Na vývoji technologie se podílela společnost AUDI AG. Výroba je podobná jako u E-gasu a E-nafty, s tím, že se zde využívá činnosti mikrobů z biomasy. AUDI AG vyvíjí technologii, která by nevyžadovala biomasu, ale pouze vodu, CO2 a elektřinu. Výchozí surovinou je izobuten, který ve Francii, ve městě Pomacle, vyrábí společnost Global Bioenergies S.A.. Izobuten je zde produkován z obnovitelných surovin (zmíněná biomasa). Výhodou tohoto E-benzínu je jeho vysoké oktanové číslo RON 100, neobsahuje síru a benzeny.

#### E-ethanol
E-ethanol je syntetický ethanol vyrobený průmyslovou technologií Power-to-Liquid.
V 90. letech na Novém Zélandu vyrobili inženýři společnosti Mobil Corp. syntetický benzín z metanolu, s využitím zemního plynu.
Britský deník The Daily Telegraph v roce 2012 psal o projektu britské firmy Air Fuel Synthesis, Ltd. (AFS), která „objevila revoluční způsob, jak z vody a vzduchu vytvořit benzin“. Podle slov Petera Harrisona, ředitele společnosti: „Naše metoda spočívá v získávání oxidu uhličitého ze vzduchu a vodíku z vody. Jejich sloučením a dalším zpracováním vzniká metanol, který je pak přeměněn v benzin,“ Firma prezentovala technologii v experimentální laboratoři, resp. v malé rafinérii v Stockton-on-Tees, kdy vyrobila několik litrů tohoto paliva. Původní záměr, zahájit jeho komerční výrobu během 2–3 let, nebyl realizován. AFS i AUDI AG využívají elektrickou energii z obnovitelných zdrojů, jímaný CO2 a elektrolytický vodík.

## Dolní výhřevnost (Mendělejevův vztah)
Pokud je známé základní složení paliva, jeho dolní výhřevnost je možné určit pomocí Mendělejevova vztahu:
Hu = 33,913·mC + 102,995·mH - 10,885.(mO - mS) - 2,51mH2O
- Hu - dolní výhřevnost (kJ.kg−1)
- mC - hmotnostní podíl uhlíku v palivu (%)
- mH - hmotnostní podíl vodíku v palivu (%)
- mO - hmotnostní podíl kyslíku v palivu (%)
- mS - hmotnostní podíl síry v palivu (%)
- mH2O - hmotnostní podíl vody v palivu (%)